# Émile Janet
Pour les articles homonymes, voir Janet.
Émile Janet, né le 26 octobre 1838 à Meudon et mort le 5 juin 1920 à Villemomble, est un architecte français.

## Biographie
Émile Pierre Janet naît à Meudon le 26 octobre 1838, fils de Joseph Victor Janet, propriétaire, et de Marie Thérèse Clotilde Mathelin.
Il se marie le 15 octobre 1864 à Rouen avec Florence Élisabeth Estelle Guaisnet. Il a un fils Robert Émile François Joseph Janet, qui deviendra architecte et avec qui il s'associe en 1905. Son petit-fils est l'artiste Georges Chauvel. Il a ses bureaux au no 42 rue du Gros-Horloge (1879) puis au no 12 bis rue de l'École (1900).
Il vit en 1867 au no 21 rue de l'Hôpital et en 1884 au mariage de sa fille au no 42 rue de la Grosse-Horloge. En dernier lieu, il est résident au 41 rue de Fontenelle.
Il est un des membres fondateurs des Amis des monuments rouennais en 1886.
Il meurt à Villemomble le 5 juin 1920 et est inhumé au cimetière monumental de Rouen.

## Principales réalisations
- église Notre-Dame-des-Anges[4], Bihorel - 1865-1868
- immeuble, 52 rue Jeanne-d'Arc, Rouen - 1867[5]
- immeuble, 21 rue Jeanne-d'Arc, Rouen - 1872[6]
- transformations du château Anquetil, La Neuville-Chant-d'Oisel - 1874
- immeuble, 68 rue Jeanne-d'Arc, Rouen - 1876
- maison, 17 rue Verte, Rouen - 1879
- immeuble, 22 rue Jeanne-d'Arc, Rouen - 1887 (angle avec la rue du Général-Leclerc)
- maison Marrou[7],[8], 29 rue Verte, Rouen - 1890  Inscrite MH (1975)
- maison, 7 rue Pouchet, Rouen - 1891[9]
- restauration du château de Tilly, Boissey-le-Châtel - 1897-1905
- restauration du manoir d'Auffay, Oherville - c. 1900
- hôtel Royal, Dieppe - 1900-1901
- maison, 74 boulevard de l'Yser, Rouen - 1902
- maison, 5 rue du Donjon, Rouen - 1912[10]
- immeuble, 59 boulevard de la Marne[11], Rouen - 1906
- maison, 1 rue du Donjon, Rouen[12],[13]
- direction régionale du Crédit du Nord, 9 rue du Donjon, Rouen - c. 1910[14]
- maison, 8 rue Pouchet, Rouen - c. 1890[15]
- maison, 10 rue Pouchet, Rouen - c. 1890[16]
- restauration du château de Miromesnil, Tourville-sur-Arques
- hôtel Métropole[réf. nécessaire], 24 boulevard de Verdun, Dieppe ( en 1937)
- les Bains de Dieppe[Quand ?][réf. nécessaire], Dieppe
- il a réalisé plusieurs chapelles au cimetière monumental de Rouen.